# 西鉄軍
西鉄軍（にしてつぐん）は、1941年から1943年まで3年間活動した日本のプロ野球球団。
1949年に発足し、現在の埼玉西武ライオンズの母体となった「西鉄クリッパース（ライオンズ）」とは球団としての直接の繋がりはない。

## 球団の歴史
1941年2月3日、翼軍と名古屋金鯱軍が対等合併して、大洋軍（たいようぐん）を結成した。
1942年5月24日には後楽園球場で名古屋軍と延長28回を戦う延長戦を行っている。しかし、赤字経営は変わらず、1943年2月に野田俊作議員のあっせんで福岡県の鉄道会社である西日本鉄道に譲渡され西鉄軍となった。本拠地は福岡市に隣接する春日村春日原（かすがばる）を専用球場とした。
東京セネタースの創設の中心人物である貴族院議員の有馬頼寧は有馬豊氏を祖とする久留米藩主の嫡流であったため、当時の家来筋にあたる石橋正二郎（ブリヂストン社長）や鏡山忠男（白木屋デパート社長）の援助を仰ぎ球団を九州地方に移したのであった。本拠地は九州地方であったが、当時はフランチャイズ制執行以前であったため、本拠地に関わらず公式戦は甲子園、西宮、後楽園の3球場を中心に行われ、九州地方での試合は行なわれなかった。この時福岡の西鉄本社とチームとの連絡役を果たしたのは当時の西鉄東京出張所長で後に西鉄ライオンズ球団社長を務めた西亦次郎であった。なお、九州地方での日本プロ野球公式戦第1号は、太平洋戦争後の1946年8月16日に熊本市水前寺野球場で行われたゴールドスター対近畿グレートリング戦である。
戦争による資金難、選手の徴兵などでチーム運営が厳しくなり、1943年のシーズンオフにこの球団は解散した。
戦後、西鉄は日本野球連盟に復帰願いを出すが、連盟が活動を停止した1944年まで存続していなかったことを理由に復帰を認められなかった。そのため、西鉄は1950年の2リーグ分立時に改めて「西鉄野球株式会社」を設立、西鉄クリッパースとしてパシフィック・リーグに加盟した。現在の埼玉西武ライオンズはこのクリッパースを承継している。
なお、翼軍と名古屋金鯱軍の合併については、名目上は対等合併であり、大洋軍は翼軍の有馬頼寧と名古屋金鯱軍の大宮伍三郎による共同経営である。しかし、合併によって名古屋金鯱軍の親会社である名古屋新聞社（現・中日新聞社）が球団経営から撤退し、有馬と大宮による個人経営となっていることから、元々個人経営だった翼軍による名古屋金鯱軍の吸収合併という解釈が一般的である。
一方旧翼軍の前身・東京セネタースの中心人物だった横沢三郎、苅田久徳らは別資本で第2次セネタースを設立した。また、名古屋新聞社と新愛知新聞社の合併会社である中日新聞社は戦後のドラゴンズの球団運営を名古屋新聞（金鯱軍）系と新愛知（名古屋軍）系の役員で交互に経営するシステムとした。
結果的にセネタース・金鯱軍から西鉄軍の系譜は一度途絶えた後、戦後のプロ野球再開時に事実上三分（新球団＝セネタース（現・北海道日本ハム）・西鉄（現・埼玉西武）、戦前の競合球団に経営参加＝中日）された形になった。

## チームの特徴
投手では野口二郎、近藤貞雄、打者では濃人渉の名前が見受けられる。野口明、黒沢俊夫らが復帰するなど戦後に繋がっていく。
打撃陣はやや非力だったが、投手陣は優秀で1941年にマークした、チーム防御率1.33は未だに破られていないプロ野球記録である。また創立から解散まで一度も勝率5割を切らなかった唯一のプロ野球球団でもある。

## ユニフォームの変遷
- 大洋時代

「大」を模した丸マークの中に「洋」の文字を入れたデザインのものを使用していた。
- 西鉄時代

左胸に西鉄の社章を入れたものに変更した。

## 球団旗の変遷
- 1941-1942：白地に赤、「大」を模した丸マークの中に「洋」の文字を入れたマーク。
- 1943：白地に赤、西鉄の社章。

## チーム成績・記録
- Aクラス・2回（1941年-1942年）
- Bクラス・1回（1943年）
- 連続Aクラス入り最長記録・2年連続（1941年-1942年）
- 連続Bクラス最長記録・1年（1943年）
- 最多勝 60勝（1942年）
- 最多敗 39敗（1942年）
- 最多引き分け 8分け（1943年）
- 最高勝率 .606（1942年）
- 最低勝率 .513（1943年）

## その他の記録
- 最小ゲーム差 12.5ゲーム（1942年、1943年）
- 最大ゲーム差 15ゲーム（1941年）
- 最多本塁打 18本（1942年）
- 最小本塁打 7本（1943年）
- 最高打率 .198（1943年）
- 最低打率 .189（1941年）
- 最高防御率 1.33（1941年）※プロ野球記録
- 最低防御率 2.21（1943年）

## 歴代本拠地
当時はフランチャイズ制が導入されていなかったため、本拠地と言える球場は存在しない。

## 歴代監督
- 苅田久徳（1941年）
- 石本秀一（1942年〜1943年）※1

※1 ここから西鉄軍

## 成績
| 年度 | 監督     | 順位 | 試合 | 勝利 | 敗戦 | 引分 | 勝率 | 差   | 得点 | 失点 | 打率 | 本塁打 | 盗塁 | 防御率 | 失策 |
| ---- | -------- | ---- | ---- | ---- | ---- | ---- | ---- | ---- | ---- | ---- | ---- | ------ | ---- | ------ | ---- |
| 1941 | 苅田久徳 | 3    | 87   | 47   | 37   | 3    | .560 | 15   | 204  | 170  | .189 | 9      | 91   | 1.33   | 121  |
| 1942 | 石本秀一 | 2    | 105  | 60   | 39   | 6    | .606 | 12.5 | 238  | 209  | .191 | 18     | 63   | 1.42   | 156  |
| 1943 | 石本秀一 | 5    | 84   | 39   | 37   | 8    | .513 | 12.5 | 276  | 236  | .198 | 7      | 48   | 2.21   | 101  |

- 各年度の赤太字はNPB歴代最高